# A Nightmare on Elm Street (videogioco 1989)
A Nightmare on Elm Street è un videogioco tratto dal film Nightmare 3 - I guerrieri del sogno, sviluppato da Westwood Associates e pubblicato nel 1989 per Commodore 64 e MS-DOS da Monarch Software, un marchio di ShareData Inc.
Un altro A Nightmare on Elm Street, completamente distinto per genere e produzione, uscì l'anno seguente per NES.

## Modalità di gioco
Il giocatore può controllare uno a scelta tra cinque personaggi del film, dotati di abilità diverse, e deve salvare gli altri da Freddy Krueger. Lo scenario è mostrato con visuale isometrica dall'alto, a scorrimento in tutte le direzioni. Il personaggio si aggira prima per le vie della città, alla ricerca della casa di Freddy, poi al suo interno pieno di orrori, con visuale più ravvicinata.